# 105
El año 105 (CV) fue un año común comenzado en miércoles del calendario juliano, en vigor en aquella fecha.
En el Imperio romano el año fue nombrado «el del consulado de Cándido y Julio» o menos comúnmente, como el 858 ab Urbe condita, siendo su denominación como 105 a principios de la Edad Media, al establecerse el anno Domini.

## Acontecimientos

### China
- Invención del papel por Cai Lun, eunuco de la corte imperial Han.[1][2][nota 1] Según las crónicas históricas chinas, Cai Lun dirigió la mejora de las técnicas de elaboración del material utilizado para la escritura en la corte china. El nuevo material se asemejaba ya al papel actual, y era muy diferente del papiro, antecedente egipcio elaborado con hojas de la planta del mismo nombre. Se registra un auge de la ciencia, la industria y las técnicas.[3]

### Roma
- 4 de junio:[4] el emperador Trajano parte de Roma e inicia la Segunda guerra dacia, que culminará exitosamente al año siguiente.
- Trajano crea la Legio II Traiana fortis y la XXX Ulpia Victrix.
- Culmina la construcción del Puente de Trajano.
- Alejandro I sucede a Evaristo como papa (aproximado).

## Nacimientos
- Alejandro de Abonutico, taumaturgo griego y fundador de la secta de Glicón.
- Marco Sedacio Severiano, político romano.

## Fallecimientos
- 13 de febrero: He de Han (n. 79), emperador de China.
- Pacoro II (n. 78), rey de Partia.
- Plutarco de Bizancio, obispo de Bizancio.
- Cneo Afranio Dextro, senador romano.